# Tjuvtjärnarna (Ströms socken, Jämtland, 712140-146524)
Tjuvtjärnarna är en sjö i Strömsunds kommun i Jämtland och ingår i Ångermanälvens huvudavrinningsområde.